# 橘色雙冠麗魚
橘色雙冠麗魚，又稱红魔丽体鱼、寿星头、寿星鱼、隆头丽鱼、金刚红财神、火鹤鱼、火鹤、红魔鬼、皇冠鱼、凹头鲷，為輻鰭魚綱鱸形目隆頭魚亞目慈鯛科的其中一種。

## 分布
本魚分布中美洲的尼加拉瓜至哥斯大黎加的溪流和湖泊。

## 特徵
本魚成魚體色為橘紅色或橘色，幼魚體色為褐色，具有黑色的斑點，唇厚，大眼。雄魚體型較大，魚鰭較長，前額有隆起突出物。體長約在24.4公分。

## 生態
本魚生活在垂直的岩岸邊，並在石縫中產卵，喜棲息在湖泊或流速緩慢的溪流。肉食性，以蝸牛、小魚、魚卵昆蟲、甲殼類為食。在其成長的過程中，體色會產生變化。

## 經濟利用
屬於大型的觀賞魚，繁殖期具有侵略的行為。

## 扩展阅读
維基物種上的相關：橘色雙冠麗魚
- Froese, R. & Pauly, D. (eds.) (2011). Amphilophus citrinellus. FishBase. Version 2011-12.
- . 貓頭鷹出版社. 1996年6月.